# 華爾街 (1929年電影)
《華爾街》（英語：Wall Street）是一部1929年的美國前法典荷里活電影，由羅伊·威廉·奧尼爾執導，哈里·科恩監製。主演有雷夫·因斯、艾琳·普林爾、森姆·德·格拉斯、菲力普·史特朗和弗雷迪·柏克·弗雷德里克。

## 演員
- 雷夫·因斯（英语：Ralph Ince） 飾 Roller McCray
- 艾琳·普林爾（英语：Aileen Pringle） 飾 Ann Tabor
- 菲力普·史特朗（英语：Philip Strange） 飾 Walter Tabor
- 森姆·德·格拉斯（英语：Sam De Grasse） 飾 John Willard
- 歐內斯特·希廉亞德（英语：Ernest Hilliard） 飾 Savage
- 詹姆斯·芬立森（英语：James Finlayson (actor)） 飾 Andy
- 喬治·麥克法蘭（英语：George MacFarlane） 飾 Ed Foster
- 佛瑞德·格雷厄姆（英语：Fred Graham (actor)） 飾 Baring

## 外部連結
- 互联网电影数据库（IMDb）上《華爾街》的资料（英文）